# John Bevan (rugby à XV)
Pour les articles homonymes, voir John Bevan et Bevan.
Pas d'image ? Cliquez ici

a Compétitions nationales et continentales officielles uniquement.

b Matchs officiels uniquement.
John David Bevan, né le 12 mars 1948 à et mort le 5 juin 1986 à Port Talbot, est un joueur de rugby à XV qui a joué avec l'équipe du pays de Galles en 1975 évoluant au poste de demi d'ouverture.

## Biographie
Bevan joue pour le club d'Aberavon RFC. Il connaît une sélection avec les Barbarians en 1974. Il dispute son premier test match le 18 janvier 1975 contre l'équipe de France. Il dispute son dernier test match avec les Gallois le 20 décembre 1975 contre l'équipe d'Australie. Il participe à la tournée des Lions britanniques en 1977 où il dispute 12 rencontres mais aucun des test matchs contre les All Blacks.
Il devient par la suite entraîneur de l'équipe du pays de Galles de 1982 à 1985, mais il est obligé de renoncer pour des raisons de santé. Il meurt du cancer en 1986. A ne pas confondre avec l'autre John Bevan, né en 1950 qui fut aussi international gallois, mais au poste d'ailier. Très connu pour avoir joué le fameux match des Barbarians face au pays de Galles en 1973. 

## Palmarès
- Vainqueur du Tournoi des Cinq Nations en 1975

## Statistiques en équipe nationale
- 4 sélections
- 3 points (1 drop)
- Sélections par année : 4 en 1975
- Tournoi des Cinq Nations disputé : 1975